# Alpha Arae
Pour les articles homonymes, voir Alpha (homonymie) et Choo (homonymie).
Désignations
Alpha Arae (α Arae / α Ara), ou Choo est une étoile de troisième magnitude de la constellation de l'Autel.

## Caractéristiques physiques
Choo est une étoile chaude bleue, 340 fois plus lumineuse que le Soleil, mais seulement 6 fois plus large.
Elle fait partie d'une catégorie spéciale d'étoiles de classe B, les étoiles « Be » — le « e » signifiant ici « émission ». Les étoiles de cette catégorie émettent des lignes d'émissions dans le spectre de l'hydrogène car elles sont entourées d'un disque épais formé d'atomes de cet élément. Ce disque est causé par la rotation très rapide de l'étoile, en 3,8 heures à l'équateur, à la vitesse de 315 km/s. De fait, son spectre d'absorption se superpose à celui de Choo et obscurcit certaines parties de cette dernière.
Choo est une étoile éruptive, évoluant aléatoirement entre les magnitudes 2,79 et 3,13, un comportement typique des étoiles Be. Le General Catalogue of Variable Stars la classe comme une variable de type « BE », indiquant qu'il s'agit d'une étoile Be variable mais ne montrant pas des signes évidents de variabilité de type γ Cassiopeiae, alors que l'Association américaine des observateurs d'étoiles variables la classe à la fois comme une variable de types γ Cas et λ Eri, montrant à la fois des variations périodiques rapides et des éruptions irrégulières plus lentes.

## Environnement stellaire
Choo possède un compagnon visuel, désigné CCDM J17318-4953B, localisé approximatives à 59 secondes d'arc et à un angle de position de 167° (en date de 2016). Il a une magnitude apparente d'environ 11. Les deux étoiles apparaissent proches l'une de l'autre dans le ciel, mais cela n'est qu'une coïncidence et en réalité elles ne sont pas situées à la même distance de la Terre.

## Nom traditionnel
Probablement à cause de sa position dans le ciel, α Arae ne porte aucun nom donné par une civilisation méditerranéenne. La civilisation chinoise en revanche l'a nommée Choo, ce qui signifie le Bâton.
Bien que nommée α Arae, elle n'est pas — sauf lors d'éruptions — l'étoile la plus brillante de la constellation, étant devancée par β Arae par 1 % de magnitude.